# Lijst van kerken in Haarlemmermeer
Deze (onvolledige) lijst bevat een overzicht van christelijke kerkgebouwen in de gemeente Haarlemmermeer.
| Kerk                           | Straat                                    | Plaats       | Oorspronkelijke functie                      | Huidige functie                                                      | Bouwjaar, architect, bijzonderheden                             | Foto |
| ------------------------------ | ----------------------------------------- | ------------ | -------------------------------------------- | -------------------------------------------------------------------- | --------------------------------------------------------------- | ---- |
| Engelbewaarderskerk            | Pa Verkuijllaan 22                        | Badhoevedorp | Katholieke kerk                              | Katholieke kerk                                                      | 1937, J.M. van Hardeveld                                        |      |
| De Fontein                     | Dorpstraat 27                             | Nieuw-Vennep | Christelijke Gereformeerde Kerk              | CGK                                                                  | 1966                                                            |      |
| Franciscus van Saleskerk       | Schipholweg 641 (hoek Hoofdweg Westzijde) | Lijnden      | Katholieke kerk, buiten gebruik (sinds 2002) | kantoren                                                             | 1859, Theo Molkenboer                                           |      |
| Hervormde kerk                 | Hoofdweg (Oostzijde) 1764                 | Abbenes      | Hervormde kerk                               | Protestantse kerk                                                    | 1869 (gebouwd op initiatief van J.P. Heije)                     |      |
| Hoofdvaartkerk                 | Hoofdweg (Oostzijde) 774                  | Hoofddorp    | Hervormde kerk                               | restaurant, destilleerderij                                          | 1858, rijksmonument                                             |      |
| Immanuelkerk                   | Sloterweg (83) (hoek Keizersweg)          | Badhoevedorp | Hervormde kerk                               | gesloopt eind 20e eeuw (vervangen door woningbouw)                   | 1956, buiten gebruik 1993 tbv Pelgrimskerk                      |      |
| Joannes de Doperkerk           | Kruisweg 1067-1073                        | Hoofddorp    | Katholieke kerk                              | Katholieke kerk                                                      | 1860, Theo Molkenboer                                           |      |
| Joannes Evangelist             | Hoofdweg (Oostzijde) 2032                 | Buitenkaag   | Katholieke kerk                              | Katholieke kerk                                                      | 1930, Kees Barnholm, Theo van der Eerden                        |      |
| Stichting Jesus Is Lord Church | Waddenweg 83 2134XL                       | Hoofddorp    | Pinkstergemeente                             | Christelijke kerk                                                    |                                                                 |      |
| De Lichtkring                  | Lunenburgdreef 70                         | Hoofddorp    | Hervormd-Gereformeerde kerk                  | PKN                                                                  | 1992, W.Th. Ellerman/Jan Lucas                                  |      |
| Marktpleinkerk                 | Marktplein 96 (aan Hoofdweg Oostzijde)    | Hoofddorp    | Gereformeerde kerk                           | Protestantse kerk                                                    | 1929, Jos de Jonge                                              |      |
| De Meerkerk                    | Bennebroekerweg 515                       | Hoofddorp    | Baptistengemeente (zie ook Wigle Tamboer)    | Baptisten                                                            | 2002 (in verbouwde landbouwschuur)                              |      |
| Ontmoetingskerk                | Werf 2                                    | Rijsenhout   | Protestantse kerk                            | PKN                                                                  | 2015, Enzo arch. op plaats van in 2013 afgebrande kerk uit 1969 |      |
| O.L. Vrouw Onbevlekt Ontvangen | St Anthoniusstraat 15                     | Nieuw-Vennep | Katholieke kerk                              | Katholieke kerk                                                      | 1956, H.M. Martens                                              |      |
| Pelgrimskerk                   | Havikstraat 5                             | Badhoevedorp | Gereformeerde kerk                           | Protestantse kerk                                                    | 1935, J. de Nooyer                                              |      |
| Gereformeerde kerk De Rank     | Eugénie Previnaireweg 12-14               | Nieuw-Vennep | Gereformeerde kerk                           | Protestantse kerk                                                    | 1954, B.W. Plooij                                               |      |
| Hervormde kerk van Rijk        | Aalsmeerderweg                            | Rijk         | Hervormde kerk                               | gesloopt in 1959 voor uitbreiding van Luchthaven Schiphol (Kaagbaan) |                                                                 |      |
| Witte Kerk                     | Hoofdweg 1320 (hoek Venneperweg)          | Nieuw-Vennep | Hervormde kerk                               | Hervormde kerk                                                       | 1862                                                            |      |